# أورديسا كاسكادا
أورديسا كاسكادا (بالإنجليزية: Ordesa Cascada)‏ هو كهفٌ وشلالٌ معروفٌ في وادي أورديسا [الإنجليزية] في إسبانيا.